# فرانسیس والاس گرنفل
فرانسیس والاس گرنفل (انگلیسی: Francis Grenfell؛ ۲۹ آوریل ۱۸۴۱ – ۲۷ ژانویه ۱۹۲۵) فرد نظامی اهل ولز بود. وی همچنین برندهٔ جوایزی همچون نشان گرمابه شده‌است.